# Регенсбургское перемирие
Регенсбургское перемирие — соглашение между Священной Римской империей и Испанией с одной стороны и Францией — с другой, заключённое в Регенсбурге 15 августа 1684 года сроком на 20 лет.

## Условия
Император и испанский король в условиях наступления Османской империи на австрийские владения Габсбургов вынуждены были признать за французским королём занятые Францией в 1679—1684 годах города и территории: Лотарингию, Люксембург, Саар, Страсбург и др.

## Результаты
1) Перемирие не остановило экспансионистскую политику Людовика XIV.
2) Перемирие было прервано войной 1688—1697 годов между Францией и Аугсбургской лигой.